# IRC-10414
Désignations
IRC-10414 est une supergéante rouge et une étoile en fuite située dans la constellation de l'Écu de Sobieski, un cas rare d'une supergéante rouge avec un arc de choc. Son rayon est de 597 R☉, ce qui en fait l'une des plus grandes étoiles connues et l'une des plus grandes étoiles dans la constellation de l'Écu de Sobieski.